# August Beyer (Geistlicher)
August Beyer (* 16. Januar 1707 in Berthelsdorf; † 21. Mai 1741 in Zörbig) war ein deutscher evangelischer Pfarrer, Lehrer und Bibliothekar.

## Leben
Beyer, ein Sohn des Pfarrers Andreas Beyer (1673–1739), studierte nach dem Schulbesuch in Freiberg ab 1726 Evangelische Theologie an der Universität Leipzig und legte 1730 das Magisterexamen ab. Anschließend erhielt er eine Stelle in der Bibliothek von Johann Dietrich von Schönberg und später in der des Grafen Heinrich von Bünau. Er ordnete beide Bibliotheken und publizierte Schriften über die Bestände sowie über die Bibliothekslandschaft Dresden. 1733 wurde er zusätzlich Lehrer an der Dresdner Kreuzschule; ab 1734 hielt er die Mittagspredigten in der Sophienkirche. Ende 1738 wurde er Pastor adiunctus in Zörbig, wo er nach wenigen Jahren starb.

## Schriften (Auswahl)
- Epistola de bibliothecis Dresdensibus tum publicis tum privatis præcipuis. Typis Stoesseliano-Aulicis, Dresden 1731 (Digitalisat).
- Von denen Bibliothequen, oder Bücher-Schätzen, so in der Residentz Dreßden befindlich. In: Curiosa Saxonica, Bd. 3 (1732), S. 130–139 (Digitalisat).
- Historia vitae, fatorum atque meritorum Georgii Gentii Dhama-Saxonis consiliarii electoralis Saxonici, viri linguarum tum Orientalium tum Occidentalium peritissimi literati infelicissimi. Hekel, Dresden und Leipzig 1733 (Digitalisat).
- Bernardi Monetae, (s. de la Monnoye) dum viveret, Academici Gallici epistola hactenus inedita ad Michaelem Mattarium (s. Maittaire) in qua suas in eius Annales typographicos et Historiam Stephanorum animadversiones modeste exponit. Hilscher, Dresden und Leipzig 1733 (Digitalisat).
- Memoriae historico-criticæ librorum rariorum. Accedunt Evangeli Cosmopolitani notæ ad Jo. Burch. Menckenii de charletaneria eruditorum declamationes, in quibus exempla nonnulla præcipue Hispanorum adferuntur. Hekel, Dresden 1734 (Digitalisat).
- Nachricht von dem Leben und Schrifften M. Christian Andreä Vinold, Pastoris zu Pappendorff : Welche Seinem Hochgeehrtesten Freunde, Herrn Gottlob Vinold, ... Ober-Floß-Comissario und Floß-Meister bey der Weyßritz-Flöße überreichet, Und zu Seiner Ehelichen Verbindung mit Frau Anna Sibylla, verwittibten Gerhardin, von Hertzen gratuliret. Harpeter, Dresden 1737 (Digitalisat).
- Arcana sacra bibliothecarum Dresdensium: simul viro ... Carolo Ottoni Rechenbergio ... vota nuncupat Augustus Beyerus. 3 Bde., Hekel, Dresden 1738–1739 (Digitalisat).
- Lutherum in epigraphis describere aggreditur. Langenheim, Leipzig 1740 (Digitalisat).
- Concordiam fidelium N. T. fraternam a Davide in Psalmo CXXXIII. adumbratam exponit. Saalbach, Leipzig 1741 (Digitalisat).